# One 2.3 Four
One 2.3 Four è un singolo del disc jockey francese Martin Solveig pubblicato il 22 dicembre 2008 come terzo estratto dall'album C'est la vie.

## Tracce
CD Singolo
1. One 2.3 Four – 3:11

## Classifiche
| Classifica (2009) | Posizione massima |
| ----------------- | ----------------- |
| Belgio (Fiandre)  | 52                |
| Belgio (Vallonia) | 57                |